# Qira’at
Qira'at (arab. ‏قراءة‎ ) – sposób prawidłowej recytacji Koranu.
Zaraz po śmierci proroka Mahometa Koran nie był jeszcze zebrany w całość. Jego zwolennicy podjęli się zadania zebrania wszystkich notatek i wydania ich w całości jako kodeks. Przy tym istniało wiele różniących się od siebie odmian. Aż do IV w. trwało ustalanie kanonu. Mimo zarządzenia Usmana, nakazującego zniszczenia wszystkich wersji oprócz jego, przetrwało jednak kilka starszych kodeksów. W X w., pod wpływem uczonego Ibn Mudjahida, powstał wreszcie kanon wokalizacji uwzględniający siedem systemów:
- Nafiego z Medyny († 785)
- Ibn Kathira z Mekki († 737)
- Ibn Amira z Damaszku († 736)
- Abu Amira z Basry († 770)
- Asima z Kufy († 744)
- Hamzy z Kufy († 772)
- Al-Kisaia z Kufy († 804)

Zdaniem innych uczonych wariantów było 10. Owe trzy dodatkowe to:
- Abu Ja’fara przekazana przez ‘Isę Ibn Wirdan i Ibn Jummaza
- Ya‘quba al-Yamaniego przekazana przez Ruwaysa i Rawha
- Khalafa przekazana przez Ishaqa i Idrisa

Powyższe siedem wariantów istnieje w 14 odmianach, ponieważ każdy z nich przekazany został przez dwie osoby:
- wersja Nafiego z Medyny przez Warsha i Qaluna
- wersja Ibn Kathira z Mekki przez al-Bazziego i Qunbula
- wersja Ibn Amira z Damaszku przez Hishama i Ibn Dhakwana
- wersja Abu Amira z Basry przez al-Duriego i al-Susiego
- wersja Asima z Kufy przez Hafsa i Abu Bakra
- wersja Hamzy z Kufy przez Khalafa i Khallada
- wersja Al-Kisaia z Kufy przez al-Duriego i Abu-l-Haritha

Do dziś przetrwały właściwie trzy odmiany:
- Warsh, czyli przekazana przez Warsha († 812) – głównie w Algierii, Maroku, Tunezji, Sudanie, Afryce zachodniej i Libii
- Hafs, czyli przekazana przez Hafsa († 805) – praktycznie we wszystkich krajach
- al-Duri, czyli przekazana przez Al-Duriego († 860) – głównie w Sudanie i Afryce zachodniej.

Ponadto istniały cztery odmiany, które zostały odrzucone gdyż zbyt się różniły od pozostałych:
- Muhammada ibn Muhaisina, przekazana przez Albuzziego i Abu al-Hasana ibn Shannabudha
- Yahayi al-Yazidiego, przekazana przez Sulaimana ibn al-Hakama i Ahmada ibn Faraha
- Al-Hasana al-Basriego, przekazana przez Shujaca al-Balkhiego i Abu Amr Hafsa Al-Duriego
- Sulaimana ibn Mahraan, przekazana przez Al-Hasana al-MuTawwaciego i Abu al-Faraja al-Shannabudhi al-ShaTawiego